# Vadim Milov
Vadim Milov (russisch Вадим Милов; * 1. August 1972 in Ufa, UdSSR) ist ein Schweizer Schach-Grossmeister.

## Leben
Bis 1992 hat Milov für die Sowjetunion und Russland gespielt, ohne grosse Erfolge zu erzielen. Das änderte sich im darauf folgenden Jahr, als er Auswahlspieler für Israel und Internationaler Meister wurde. Im Jahr 1993 wurde er Grossmeister.
Dreimal hat er im K.-o.-System um die FIDE-Weltmeisterschaft gespielt:
- Groningen, 1997 – in der dritten Runde unterlag er Kiril Georgiew,[3]
- Las Vegas, 1999 – bereits in der ersten Runde schied er nach Niederlagen gegen Bartłomiej Macieja aus,[4]
- Moskau, 2001 – wiederum in der dritten Runde unterlag er Pjotr Swidler.[5]

In vielen internationalen Turnieren war Milov Sieger oder teilte sich den ersten Platz: Bratto (2001), Moskau (2002, Aeroflot Open), Benasque (2002), Ashdod (2003), Lausanne (2003), Genua (2003), Santo Domingo (2003), Merida, Mexiko (2003, 2005 und 2006), Genf (2004), Sevilla (2004), San Marino (2006), Philadelphia (2006, World Open) und Morelia (2007).
Milov war im Schnellschach beim Corsica Masters in Bastia 2005 sehr erfolgreich. Er siegte gegen Arkadij Naiditsch, Judit Polgár und Zoltán Almási. Im Finale besiegte er Viswanathan Anand.
Am Schach-Weltpokal nahm er 2005 und 2009 teil. 2005 scheiterte er in der ersten Runde an Lewan Panzulaia, während er sich 2009 zunächst gegen Parimarjan Negi durchsetzte, ehe er in der zweiten Runde an Şəhriyar Məmmədyarov scheiterte.
Im Juli 2015 gewann Milov erstmals die Schweizer Meisterschaft.

## Nationalmannschaft
Milov nahm an zwei Schacholympiaden teil, 1994 in Moskau mit Israel, 2000 in Istanbul für die Schweiz. Er vertrat die Schweiz ausserdem bei den Mannschaftseuropameisterschaften 1999 und 2001.

## Vereine
In der Schweizer Nationalliga A spielte er bis 2006 für die SG Biel, mit der er 2000, 2001 und 2004 Schweizer Mannschaftsmeister wurde. 2007 spielte er für Sorab Basel, 2008 für Schwarz-Weiss Bern, 2011 für den Meister SK Réti Zürich, von 2012 bis 2014 für die SG Riehen, 2015 für den Schachklub Luzern und zwischen 2016 und 2018 spielte er wieder für SW Bern. In der Schweizer Bundesliga spielte Milov 1999 für den ASK Winterthur, von der Saison 2006/07 bis zur Saison 2008/09 für den SV Birsfelden/Beider Basel, mit dem er 2007 und 2008 Schweizer Gruppenmeister wurde, und in den Saisons 2010/11 und 2011/12 für den SK Réti Zürich. 2016 und 2017 spielte er für Cercle Valaisan.
In der österreichischen Bundesliga spielte Milov in der Saison 2004/05 für Styria Graz, in der niederländischen Meesterklasse in der Saison 2004/05 für den Meister ZZICT/De Variant Breda, in der französischen Mannschaftsmeisterschaft bis 2003 für Philidor Mulhouse, 2005 für Echiquier des Papes Avignon, 2006 für Echiquier Nanceien, 2007 für den Club de Chess 15 Paris und 2017 für den Club de Tremblay-en-France und in der spanischen Mannschaftsmeisterschaft 2007 für Iretza-Gros XT und 2009 für CA Escuela Int. Kasparov-Marcote Mondariz.
Milov nahm viermal am European Club Cup teil.

## Werke
- Nimzo-Indisch 4. f3 und Sämisch-Variante. CD-ROM, Chessbase, 2002, ISBN 3-935602-47-2.